# Aneta Loužecká
Aneta Loužecká (* 2000 Kralupy nad Vltavou) je česká horolezkyně a reprezentantka v ledolezení, mistryně republiky z horolezeckého oddílu Lokomotiva Brno. V roce 2018 také s Lucií Hrozovou lezla na ledovci Matanuska na Aljašce.

## Výkony a ocenění
- 2017: 8. místo na MČR ve sportovním lezení na obtížnost
- 2019: 7. místo na evropském poháru v ledolezení, 3. místo na mistrovství světa juniorů, 5. místo na mistrovství Ruska v Ťumeni[4]
- 2019: poslední místo v obou disciplínách na MS
- 2020: 11. místo ve finálové šestnáctce ME (rychlost)
- 2021: finalistka mistrovství Evropy, druhé místo v celkovém hodnocení evropského poháru
- 2022: 10. místo ve finálové šestnáctce ME (rychlost), mistryně republiky v ledolezení na obtížnost
- 2023: druhé místo v závodu světového poháru v Čchongsongu v ledolezení na rychlost[5], 3. místo v celkovém hodnocení evropského poháru

## Závodní výsledky
ledolezení
| Mistrovství světa v ledolezení | Mistrovství světa v ledolezení | Mistrovství světa v ledolezení |
| Rok                            | 2019                           | 2022                           |
| ------------------------------ | ------------------------------ | ------------------------------ |
| Obtížnost                      | 17                             | —                              |
| Rychlost                       | 17                             | —                              |

| Světový pohár v ledolezení | Světový pohár v ledolezení | Světový pohár v ledolezení | Světový pohár v ledolezení | Světový pohár v ledolezení |
| Rok                        | 2018                       | 2019                       | 2020                       | 2023                       |
| -------------------------- | -------------------------- | -------------------------- | -------------------------- | -------------------------- |
| Obtížnost                  | 56-57                      | 48                         | 36-37                      | 38                         |
| jednotlivě*                | 30,27, -,-,-               | -,-,26, 23,-,-             | 21,32,28                   | 23,-,-                     |
|                            |                            |                            |                            |                            |
| Rychlost                   | 24                         | 25                         | 8                          | 12                         |
| jednotlivě* (0/1/0)        | 17,19, -,-,-               | -,-,16, 13,-,-             | 9,13,11                    | ,-,-                       |

* pozn.: napravo jsou poslední závody v roce
| Mistrovství Evropy v ledolezení | Mistrovství Evropy v ledolezení | Mistrovství Evropy v ledolezení | Mistrovství Evropy v ledolezení | Mistrovství Evropy v ledolezení |
| Rok                             | 2020                            | 2021                            | 2022                            | 2023                            |
| ------------------------------- | ------------------------------- | ------------------------------- | ------------------------------- | ------------------------------- |
| Obtížnost                       | 21                              | 6                               | 17                              | —                               |
| Rychlost                        | 11                              | 4                               | 10                              | —                               |

| Evropský pohár v ledolezení | Evropský pohár v ledolezení | Evropský pohár v ledolezení | Evropský pohár v ledolezení | Evropský pohár v ledolezení | Evropský pohár v ledolezení |
| Rok                         | 2018/2019                   | 2019/2020                   | 2020/2021                   | 2021/2022                   | 2022/2023                   |
| --------------------------- | --------------------------- | --------------------------- | --------------------------- | --------------------------- | --------------------------- |
| Obtížnost                   | 7                           | —                           | 2                           | 4                           | 3                           |
| jednotlivě* (0/1/2)         | -,7,,18                     | —                           | ,-                          | 5,5,4,,-,13                 | 6,5,5,8                     |

* pozn.: napravo jsou poslední závody v roce
| Mistrovství České republiky v ledolezení | Mistrovství České republiky v ledolezení |
| Rok                                      | 2022                                     |
| ---------------------------------------- | ---------------------------------------- |
| Obtížnost                                | 1                                        |

| Mistrovství světa juniorů v ledolezení | Mistrovství světa juniorů v ledolezení | Mistrovství světa juniorů v ledolezení | Mistrovství světa juniorů v ledolezení | Mistrovství světa juniorů v ledolezení |
| Rok                                    | 2018 U19                               | 2019 U22                               | 2020 U21                               | 2021 U21                               |
| -------------------------------------- | -------------------------------------- | -------------------------------------- | -------------------------------------- | -------------------------------------- |
| Obtížnost                              | 12                                     | 9                                      | 4                                      | —                                      |
| Rychlost                               | 11                                     | 3                                      | 4                                      | 5                                      |
| Kombinace                              |                                        |                                        | 4                                      | —                                      |

sportovní lezení
| Mistrovství České republiky v soutěžním lezení | Mistrovství České republiky v soutěžním lezení |
| Rok                                            | 2017                                           |
| ---------------------------------------------- | ---------------------------------------------- |
| Obtížnost                                      | 8                                              |